# Cryptophyton goddardi
Cryptophyton goddardi is een zachte koraalsoort uit de familie Clavulariidae. De koraalsoort komt uit het geslacht Cryptophyton. Cryptophyton goddardi werd in 2000 voor het eerst wetenschappelijk beschreven door Williams. 